# 西耶路撒冷

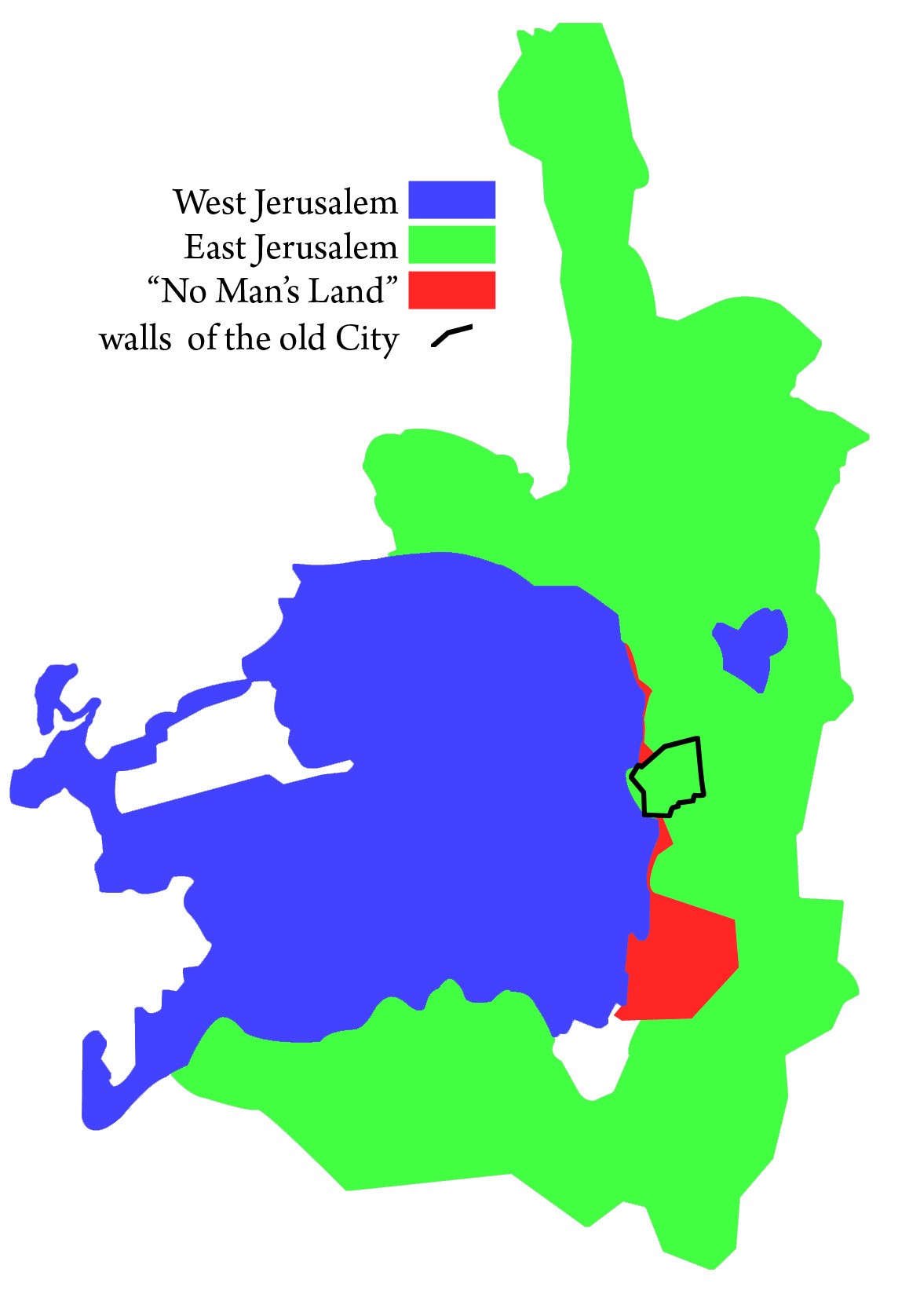
1948年至1967年之間的耶路撒冷市區

31°46′55″N 35°13′10″E / 31.78194°N 35.21944°E
西耶路撒冷（希伯來語：‎, ; 阿拉伯语：‎, ）是耶路撒冷城中，自1949年第一次中东战争後由以色列管轄的區域，耶路撒冷的其他區域（东耶路撒冷）在1967年第三次中东战争被以色列占領前由約旦管轄，兩地區以綠線（1949年停战协议訂定的實際分界線）相隔。西耶路撒冷由以色列控制及事實上擁有主權。雖然自從第三次中东战争後，以色列已控制包括東耶路撒冷在內的整個耶路撒冷。但國際上仍將東西耶路撒冷之間的邊界視為是法理上的邊界，主因是這在確認耶路撒冷地位上的重要性，而此問題是阿以冲突和以巴冲突的主要爭議點。大部份的情形下，國際上不會將完整的耶路撒冷視為是以色列或是巴勒斯坦國的領土。較多國家的外交立場是支持以色列只統治西耶路撒冷，像联合国就將東耶路撒冷視為是約旦河西岸以色列占領區的一部份。
西耶路撒冷面積約125平方公里，政府、國會及最高法院均位於西耶路撒冷。美國、英國等西方國家承認西耶路撒冷是以色列的實際管轄，但未給予法律上的承認。

## 來源
- Dumper, Michael. . Columbia University Press. 1997. ISBN 978-0-231-10640-5.